# USIM
USIM卡（英語：UMTS Subscriber Identity Module），是用于UMTS网络中的用户身份识别模块。USIM卡还可以儲存使用者資料、電話號碼、認證資料及為短訊提供儲存空間。
USIM卡通常被认为是SIM卡的升级，在LTE网络中必须使用USIM卡，同时USIM卡兼容2G、3G网络。
當使用者需在外國使用漫遊服務時，可以把原用的USIM卡插入對應該地制式，及兼容此USIM卡的手機以使用漫遊服務。
為提供認證服務，USIM卡儲存一組長期的加密鑰匙K，與網絡的認證中心（AuC）共用。USIM卡亦認證一串連續數字，這些數字不可超過一個範圍，以避免被重放攻击。

## 安全
由于USIM卡支持双向鉴权，允许手机（USIM）对网络进行合法性认证，这种做法有效地解决了SIM卡只支持单向鉴权，不支持双向鉴权的安全漏洞，有效的解决了伪基站、信息泄露和垃圾短信的骚扰。

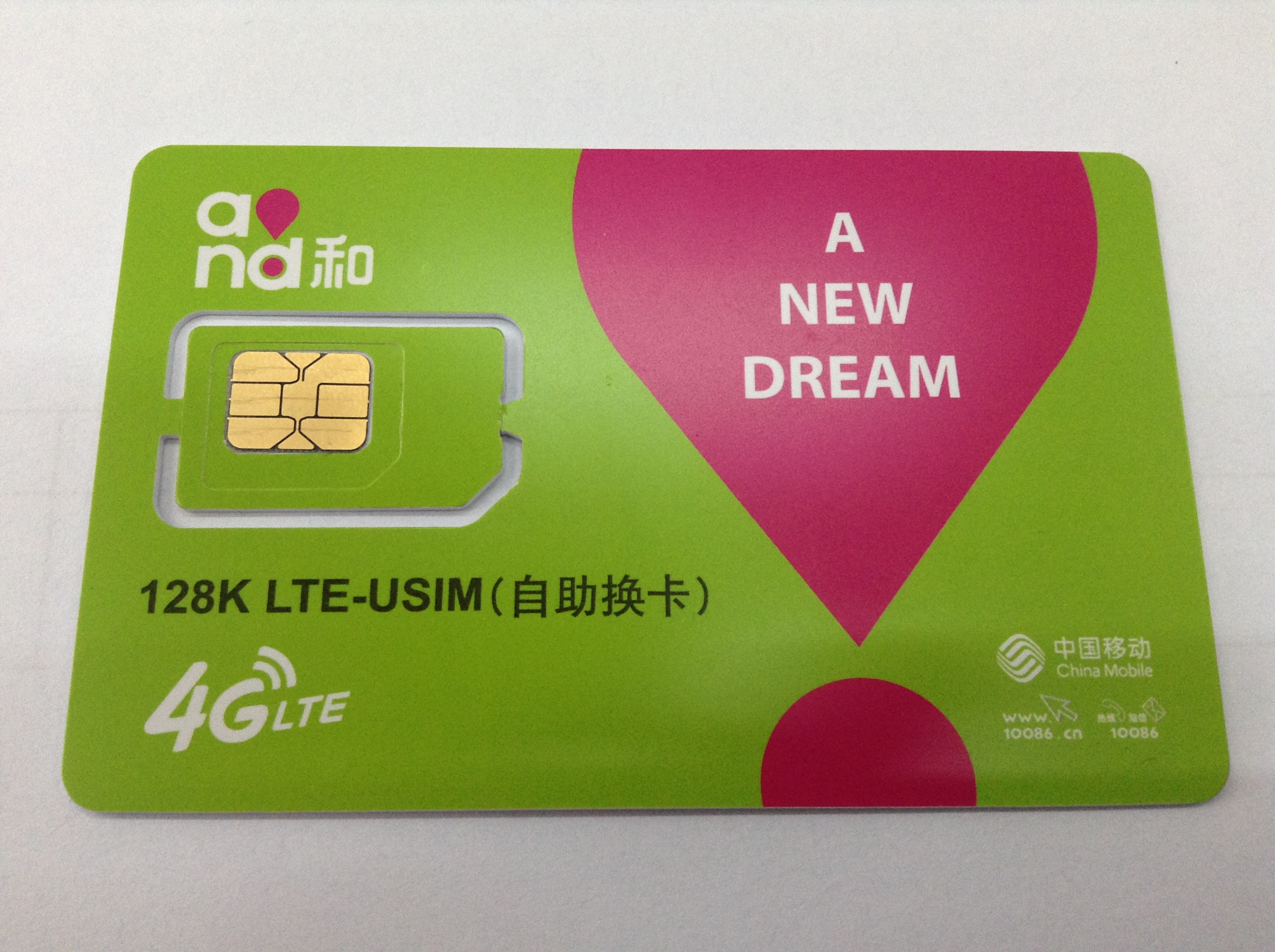
中国移动所使用的LTE USIM卡（USIM和micro-USIM两用）

## 外部連結
- 3GPP TS 31.102 （页面存档备份，存于） USIM 標準